# ماريا بافلوفنا من روسيا (1786-1858)
ماريا بافلوفنا الروسية (الروسية:Мария Павловна؛ 16 فبراير 1786 - 23 يونيو 1859)؛ هي الابنة الثالثة لـ بافل الأول إمبراطور روسيا وصوفي دوروتيا من فورتمبيرغ؛ هي شقيقة أباطرة ألكسندر الأول ونيكولا الأول.

## الزواج والأبناء
تزوجت من كارل فريدرش دوق ساكس-فايمار-آيزناخ الأكبر في 3 أغسطس 1804؛ وأنجبت له أربعة أبناء:-
- بول ألكسندر كارل قسطنطين فريدرش أوغست (25 سبتمبر 1805 - 10 أبريل 1806).
- ماري لويز ألكسندرين (3 فبراير 1808 - 18 يناير 1871)؛ تزوجت من الأمير كارل البروسي.
- الإمبراطورة ماري لويز أوغستا كاثرين (30 سبتمبر 1811 - 7 يناير 1890)؛ تزوجت من فيلهلم الأول ملك بروسيا لاحقاً إمبراطور ألمانيا؛ وهو شقيق الأكبر لـ كارل البروسي.
- كارل ألكسندر أوغست يوهان، دوق ساكس-فايمار-آيزناخ-الأكبر (24 يونيو 1818 - 5 يناير 1901)؛ تزوج من الأميرة صوفي الهولندية.